# カマンベールチーズ
カマンベールチーズ（英: Camembert cheese）は、フランスのカマンベール（仏: Camembert）原産のチーズのひとつ。AOC取得が1983年と遅かったため、カマンベール自体はもはや法的に保護された名称ではなく、世界各地で生産されている状態となっている（種類も参照）。

## 概要
軟質チーズの表面に白いカビ（学名：Penicillium camemberti、Penicillium candidum。生物種としての Penicilliumはアオカビ属）を生やして熟成させたチーズで、チーズの女王とも呼ばれる。1791年頃にマリー・アレルによって発明された。日本では、殺菌して熟成が進まないようにしたパック入りや缶入りのものが多く出回っている。

## 種類
- カマンベール・ド・ノルマンディ(Camembert de Normandie)

1983年にアペラシオン・ドリジーヌ・コントロレ（AOC、原産地呼称統制）に選定された。このため、「カマンベール・ド・ノルマンディ」を名乗るためには、厳格に伝統的な製法（低温殺菌されていない生乳を原料とするなど）を踏襲しなければならない。現在はEU統一のA.O.P（保護原産地呼称）の表示に変わっている。原料乳の品種は規定されていないが、ノルマン種およびプリム・ホルスタイン種の乳が使われるケースが多い。
- カマンベール・パストゥリゼ

伝統製法ではなく生乳を低温殺菌した殺菌乳を用いて製造され、生産地はノルマンディ地方に限られず、フランス内外でつくられている。A.O.Pの表示はない。
- カマンベール （ロングライフ）

一定の熟成を経たものを密閉容器に入れて加熱殺菌して保存性を高めている。カマンベール・ド・ノルマンディやカマンベール・パストゥリゼ は保存しておくと複雑な味わいや匂いを放つように熟成が進むが、ロングライフタイプは殺菌しているので熟成は期待できない。日本のスーパーに並ぶ大手メーカーの製品はこの種類である。日本人の味覚に合うよう開発され変化が少ないため、カマンベールは「癖がなく食べやすい」という印象がつくられた。